# وحید مهدوی
وحید مهدوی سیاست‌مدار ایرانی بود، که در  دوره بیست و دوم بعنوان نماینده تهران در مجلس شورای ملی حضور داشت.